# Alexander Martínez
Alexander Martinez (Isla de la Juventud, 23 augustus 1977) is een Zwitserse hink-stap-springer van Cubaanse afkomst.
Martínez groeide op in Cuba. Hij studeerde van 1997 tot 2000 sport aan de universiteit van Isla de la Juventud in Havana. Gedurende deze studie trainde hij intensief op de hink-stap-sprong.
In 1999 ontmoette hij zijn Zwitsers vriendin Marion. Ze werden verliefd op elkaar en besloten in 2000 samen te gaan wonen in Zwitserland. Op 19 januari 2001 trouwde ze en op 22 februari 2006 wisselde hij zijn Cubaanse nationaliteit om voor de Zwitserse. Sinds 22 maart 2006 is hij door de IAAF gerechtigd deel te namen namens Zwitserland.
In 1996 sprong hij voor het eerst boven dan 16 meter en in 2001 sprong hij voor het eerst meer dan 17 meter.
Zijn persoonlijk record van 17,51 m behaalde hij in juli 2005 in Bern. Hiermee staat hij vijfde op de ranglijst van Cubaanse hink-stap-springers aller tijden, achter Yoelbi Quesada, Lázaro Betancourt, Aliecer Urrutia en Yoandri Betanzos.
Op het EK 2006 sprong hij binnen de top tien. Ook op het WK in Osaka behaalde hij met een achtste plaats een toptienklassering. Hij sprong in Osaka 16,85 m ver. Sinds de hij Zwitsers is, verbrak hij het Zwitsers record van 17,13 m.
In 2008 en 2009 kon Martínez door blessures nauwelijks aan wedstrijden deelnemen. Wel werd hij in 2009 nog Zwitsers kampioen. Een jaar later kwalificeerde Alexander Martínez zich voor de Europese kampioenschappen atletiek 2010, maar hij kwam daar niet verder dan een 25e plek.

## Titels
- Zwitsers kampioen hink-stap-springen (indoor) - 2006
- Zwitsers kampioen hink-stap-springen (outdoor) - 2006, 2007, 2009

## Persoonlijke records
| Onderdeel                    | Prestatie    | Datum           | Plaats |
| ---------------------------- | ------------ | --------------- | ------ |
| hink-stap-springen (outdoor) | 17,51 m (NR) | 23 juli 2005    | Bern   |
| hink-stap-springen (indoor)  | 17,13 m      | 26 januari 2002 | Turijn |

## Prestaties
| Jaar | Wedstrijd              | Plaats      | Resultaat | Extra |
| ---- | ---------------------- | ----------- | --------- | ----- |
| 2002 | IAAF Grand Prix Finale | Parijs      | 3e        |       |
| 2003 | Wereldatletiekfinale   | Monte Carlo | 6e        |       |
| 2006 | EK                     | Göteborg    | 9e        |       |
| 2006 | Wereldatletiekfinale   | Stuttgart   | 4e        |       |
| 2007 | WK                     | Osaka       | 8e        |       |

## Records
- Zwitsers record: 17,13 meter (10 augustus 2006, Göteborg)

## Palmares
Kampioenschappen
- 1998:  Cubaanse kampioenschappen
- 2002:  IAAF Grand Prix Finale in Parijs
- 2003:  EAA Meeting Tallinn
- 2003:  Athletissima
- 2005:  British Grand Prix
- 2005:  EAA in Rovereto
- 2006:  Zwitserse indoorkamp.
- 2006:  Zwitserse kamp.
- 2006: 9e EK
- 2007:  Zwitserse kamp.
- 2007: 8e WK
- 2010:  Zwitserse kamp.

Golden League-podiumplekken
- 2002:  Meeting Gaz de France – 17,32 m
- 2002:  Weltklasse Zürich – 17,19 m
- 2002:  Memorial Van Damme – 17,30 m